# Gleb Klimienko
Gleb Wiktorowicz Klimienko, ros. Глеб Викторович Клименко (ur. 28 lipca 1983 w Chabarowsku) – rosyjski hokeista.

## Kariera
- Siewierstal 2 Czerepowiec (1998-1999)
- SKA Sankt Petersburg 2 (1999-2000)
- HK Lipieck (2001-2002)
- Torpedo Niżny Nowogród (2002)
- Nieftianik Leninogorsk (2002)
- Siewierstal 2 Czerepowiec (2003)
- HK Biełgorod (2003-2005)
- HK Dmitrow (2005)
- HK Biełgorod (2005-2006)
- Chimik Woskriesiensk (2006)
- HK Biełgorod (2006-2007)
- Spartak Moskwa (2007)
- HK Biełgorod (2007-2008)
- Witiaź Czechow (2008-2009)
- Ak Bars Kazań (2008-2009)
- Witiaź Czechow (2009-2010)
- SKA Sankt Petersburg (2010-2013)
  -  Mietałłurg Magnitogorsk (2011)
  -  Atłant Mytiszczi (2013)
- Siewierstal Czerepowiec (2013-2014)
- Witiaź Podolsk (2013-2014)
- Nieftiechimik Niżniekamsk (2014)
  -  Nieftianik Almietjewsk (2014)
- Awtomobilist Jekaterynburg (2014-2015)
- SKA Sankt Petersburg (2015)
- Spartak Moskwa (2015-2016)
- Amur Chabarowsk (2016)
- HK Nioman Grodno (2016-2018)
- GKS Tychy (2018-2020)

Wychowanek Siewierstali Czerepowiec. Od 2010 do 2013 zawodnik SKA Sankt Petersburg. W międzyczasie od 31 stycznia do maja 2013 grał w Atłancie Mytiszczi trafił tam w drodze wymiany za Aleksandra Osipowa. Od maja 2013 ponownie w macierzystym zespole Siewierstali. Pod koniec października 2013 przekazany do Witiazia Podolsk w toku wymiany za Pawieła Czernowa. Od maja 2014 zawodnik Nieftiechimika Niżniekamsk. W październiku 2014 przekazany do zespołu farmerskiego Nieftianik Almietjewsk. Zwolniony z Nieftiechimika w grudniu 2014. Wówczas został zawodnikiem Awtomobilista Jekaterynburg. Odszedł z klubu z końcem kwietnia 2015. Od 2015 ponownie zawodnik SKA. Od lipca 2015 zawodnik Spartaka Moskwa. Odszedł z klubu z końcem kwietnia 2016. Od końca sierpnia do początku października 2016 zawodnik Amuru Chabarowsk. Od listopada 2016 zawodnik białoruskiego Niomana Grodno. Pod koniec stycznia 2018 został zawodnikiem GKS Tychy. Po sezonie 2019/2020 odszedł z tego klubu.

## Sukcesy

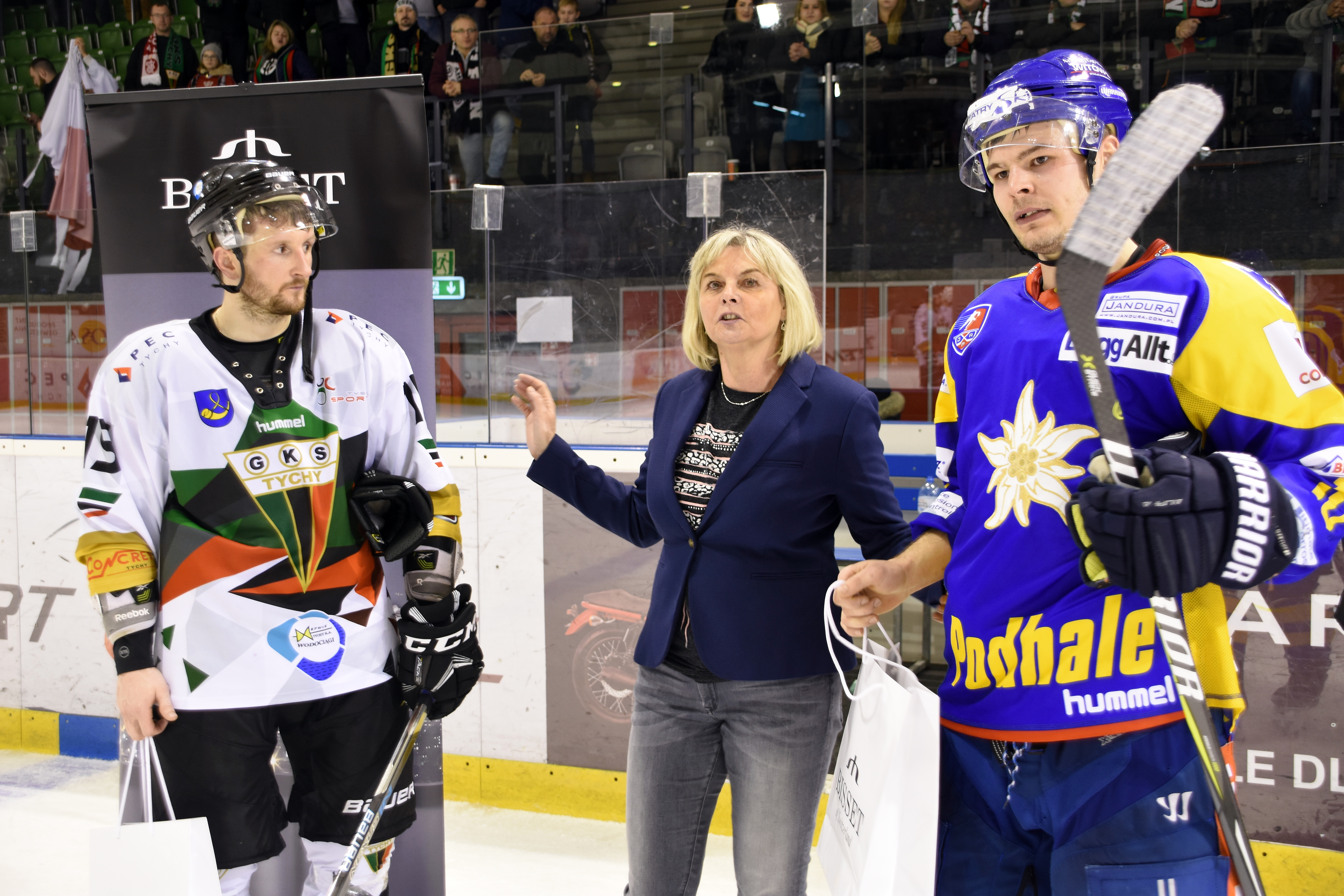
Gleb Klimienko (z lewej) w barwach GKS Tychy w 2018

Klubowe
- Złoty medal mistrzostw Rosji /  Puchar Gagarina: 2009 z Ak Barsem
- Puchar Spenglera: 2010 ze SKA
- Złoty medal mistrzostw Białorusi: 2017 z Niomanem Grodno
- Złoty medal mistrzostw Polski: 2018, 2019, 2020[18] z GKS Tychy
- Superpuchar Polski: 2018, 2019 z GKS Tychy

Indywidualne
- KHL (2010/2011):
  - Najlepszy napastnik miesiąca – marzec 2011
  - Pierwsze miejsce w klasyfikacji strzelców w fazie play-off: 10 goli
  - Pierwsze miejsce w klasyfikacji strzelców zwycięskich goli w fazie play-off: 3 gole